# Paweł Siezieniewski
Paweł Siezieniewski (ur. 27 grudnia 1981 w Olsztynie) – polski siatkarz, był reprezentantem Polski, grający na pozycji przyjmującego.
Jest wychowankiem AZS-u Olsztyn. W tym klubie rozpoczął również karierę seniorską w sezonie 2000/2001. Przed rozpoczęciem sezonu 2003/2004 przeniósł się do Mostostalu Azoty Kędzierzyn-Koźle – ówczesnego mistrza Polski. Od sezonu 2005/2006 miał reprezentować barwy Jastrzębskiego Węgla, jednak już na samym początku został wypożyczony do Energii Sosnowiec. Po powrocie z wypożyczenia zdobył wraz z Jastrzębskim Węglem wicemistrzostwo Polski w 2007 roku. Na początku grudnia 2007 roku przeniósł się z powrotem do swojego macierzystego klubu AZS Olsztyn.
W kadrze Polski zadebiutował 29 maja 2002 roku w meczu z Włochami w rozgrywkach Ligi Światowej.
Rozwój jego kariery zarówno klubowej, jak i reprezentacyjnej skomplikowały groźne kontuzje, z którymi zmagał się przez kilka kolejnych lat.
Od 2019 roku jest dyrektorem sportowym Gwardii Wrocław.

## Sukcesy klubowe
Polska Liga Siatkówki:
- 2007
- 2008

I liga:
- 2014

## Statystyki zawodnika w reprezentacji Polski
| Impreza            | Punkty z ataku | Punkty z bloku | Asy serwisowe | Suma punktów |
| Liga Światowa 2002 | 19             | 5              | 3             | 27           |
| Liga Światowa 2003 | 12             | 4              | 2             | 18           |